# La Coexistence pacifique
 (janvier 2025).
Si vous disposez d'ouvrages ou d'articles de référence ou si vous connaissez des sites web de qualité traitant du thème abordé ici, merci de compléter l'article en donnant les références utiles à sa vérifiabilité et en les liant à la section « Notes et références ».
Pour les articles homonymes, voir Coexistence pacifique.
La Coexistence pacifique. Essai d'analyse est un livre du sociologue et théoricien des relations internationales français Raymond Aron, paru en 1953 sous le pseudonyme de François Houtisse, avec la collaboration de Boris Souvarine.